# Grøa
Grøa este o localitate din comuna Sunndal, provincia Møre og Romsdal, Norvegia, cu o suprafață de 0,32 km² și o populație de 425 locuitori (2013).